# What's Wrong with Secretary Kim
What's Wrong with Secretary Kim? (hangul: 김비서가 왜 그럴까; RR: Kimbiseoga wae geureolkka) är en sydkoreansk TV-serie som sändes på tvN från 6 juni till 26 juli 2018. Park Seo-joon och Park Min-young spelar huvudrollerna.

## Rollista (i urval)
- Park Seo-joon som Lee Young-joon/Lee Sung-hyun
- Park Min-young som Kim Mi-so